# Літературна премія імені Юрія Яновського
Літературна премія імені Юрія Яновського — літературна премія, яку присуджують за найкращі твори в галузі новелістики.
Заснована 1982 рішенням пленуму правління Спілки письменників України.
Твори мають відповідати високим ідейно-художнім вимогам цього літературного жанру, розкривати важливі теми сучасності або теми історичного минулого українського народу.
На премію висуваються новели чи оповідання, опубліковані в журналі «Вітчизна» чи в інших виданнях України в період від 1 липня минулого року до 30 червня року, в який присуджують премію.
Премію присуджує щороку редакційна колегія журналу «Вітчизна» із затвердженням її рішення на президії правління Національної спілки письменників України.
Ім'я лауреата оголошується у пресі щороку в день народження Юрія Яновського — 27 серпня.
Лауреат премії імені Юрія Яновського нагороджується дипломом та грошовою премією. За СРСР розмір премії становив 1 тисячу карбованців.
За радянських часів існувала Кіровоградська обласна комсомольська премія імені Юрія Яновського, яка зникла з розпадом Радянського Союзу. Через іноді виникає плутанина. Наприклад, в Інтернеті серед лауреатів літературної премії імені Юрія Яновського значаться кіровоградський журналіст Володимир Гвоздецький (1932—2008) і поет Валерій Гончаренко (1942—2000). За словами кіровоградського краєзнавця Володимира Боська, обидва вони — лауреати обласної комсомольської премії імені Юрія Яновського, а не літературної премії його ж імені.